# Marina Herlop
Marina Herlop est une compositrice, chanteuse et pianiste de formation classique catalane. Basée à Barcelone, elle est l’un des talents émergents de la scène musicale espagnole depuis la sortie de son album Pripyat en 2022.

## Biographie

### Formation
Herlop a commencé dans le monde du piano à l’âge de 9 ans à l’école de musique de sa ville natale, Piera, où il a étudié jusqu’à l’âge de 13 ans. Néanmoins, elle abandonne brièvement l'instrument pour se consacrer à une double spécialisation en sciences humaine et en journalisme à l’Université Pompeu-Fabra. À la fin des années 2000, en pleine aggravation de la crise économique, Marina Herlop explique avoir ressenti le sentiment d'appartenir à une génération perdue, condamnée à ne jamais trouver une carrière gratifiante. Lassée de cette situation, elle vécut un moment de révélation : « Une semaine, j'ai eu une sorte de coup de foudre », raconte-t-elle, et je me suis dit : « Qu'est-ce que ça peut bien faire ? Pourquoi ne suis-je pas en train d'étudier la musique ? C'était comme si je me réveillais d'un rêve ». Elle s'inscrit ainsi au conservatoire de musique de Badalona (ca), où elle a obtenu son diplôme professionnel en juin 2017, se questionnant alors sur la direction à prendre pour son avenir.

### Début
C'est déjà en 2016, sentant qu'elle avait besoin d'une carte de visite sonore pour obtenir des concerts, qu'elle enregistre son premier album, Nanook  faisant un usage solide de sa formation en piano classique. L'album de compositions pour piano solo a été publié par le label Instrumental du pianiste classique James Rhodes, puis a rapidement disparu de la scène publique. En 2018, elle sort un deuxième album de compositions pour piano solo, Babasha. Ce dernier, délestée de tout académisme et étoffé par des touches d'électronique, entame la transition d'Herlop vers les méandres de la musique électronique. Néanmoins, une fois de plus, l'album coule sans laisser de traces.
Approchant de la trentaine, Herlop a décidé d'adopter une approche différente pour la création de son prochain album, Pripyat. Habituellement, elle composait au piano, accord par accord, avec une feuille de papier et son téléphone. Cette fois-ci, elle choisit de s'isoler pendant deux semaines dans les collines d'Aragon, en Espagne, dans la maison familiale de son père, afin d'apprendre les bases d'Ableton Live,« il était beaucoup plus facile d'étudier le morceau le plus compliqué de Chopin que d'apprendre à brancher un câble sur la carte son et à m'enregistrer ». De retour à Barcelone, elle explore les possibilités de l'enregistrement numérique en superposant des voix, des échantillons, des percussions et du piano.
Pripyat, publié chez le label berlinois PAN, s’inspire de la musique carnatique du sud de l'Inde, et bien que le piano soit toujours présent dans sa musique, Pripyat marque la transition complète d’Herlop vers l’électronique,. Par ailleurs, de nombreuses voix de l'album sont purement phonétiques, une technique qu'elle a apprise lors d'un cours sur la musique carnatique d'Asie du Sud. Combiné à des changements de tonalité, l'accent est mis sur les syllabes percutantes et sans réelle parole.
Le 1er septembre 2023, Herlop a annoncé son quatrième album, Nekkuja, qui est sorti le 27 octobre sur le label PAN. Le même jour, elle a publié le premier single de l'album, " La Alhambra ", et a annoncé des dates de tournée en Europe et en Amérique du Nord pour la période allant de septembre à décembre.
Sur scène, Marina se produit aux côtés d’un groupe de quatre autres musiciens, parmi lesquels le duo Tarta Relena, connu pour sa mise à jour vocale des chansons folkloriques méditerranéennes.

## Influence
Concernant ses influences, elle passe en revue un certain nombre de chansons comme "Lullabies... Mother Sings... Father Plays" de l'italien Roberto Musci, datant de 1988, les chants a cappella de l'Italie rurale, capturés par Alan Lomax dans les années 1950. Elle se dit également influencé par le Mystère des Voix Bulgares et le paso doble espagnol. Concernant ces compositeurs de musique classique préférés elle cite les impressionnistes français Ravel et Debussy.

## Discographie

### Albums studio
- Nanook (paru le 11 octobre 2016)[6]
- Babasha (paru le 15 mai 2018)[7]
- Pripyat (paru le 20 mai 2022)[8]
- Nekkuja (paru le 27 octobre 2023)[9]

### Single
- Miu (paru le 10 septembre 2022)[10]
- La Alhambra (paru le 1er septembre 2023)[11]